# Адміністративний поділ Румунії

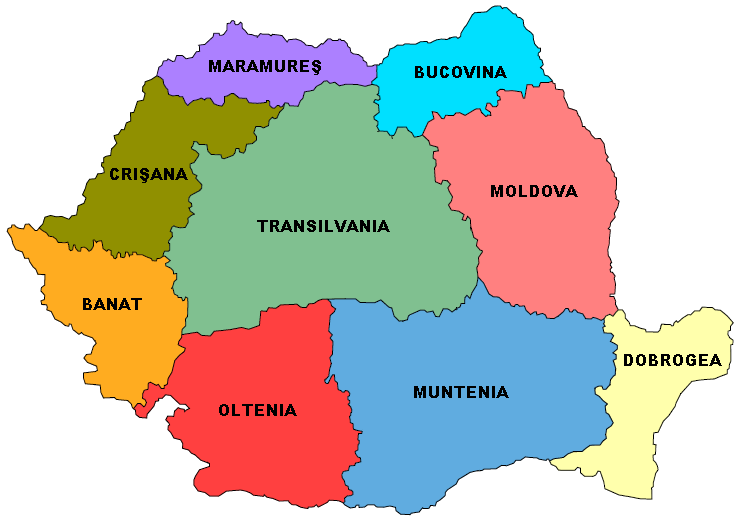
9 Історичних країв Румунії

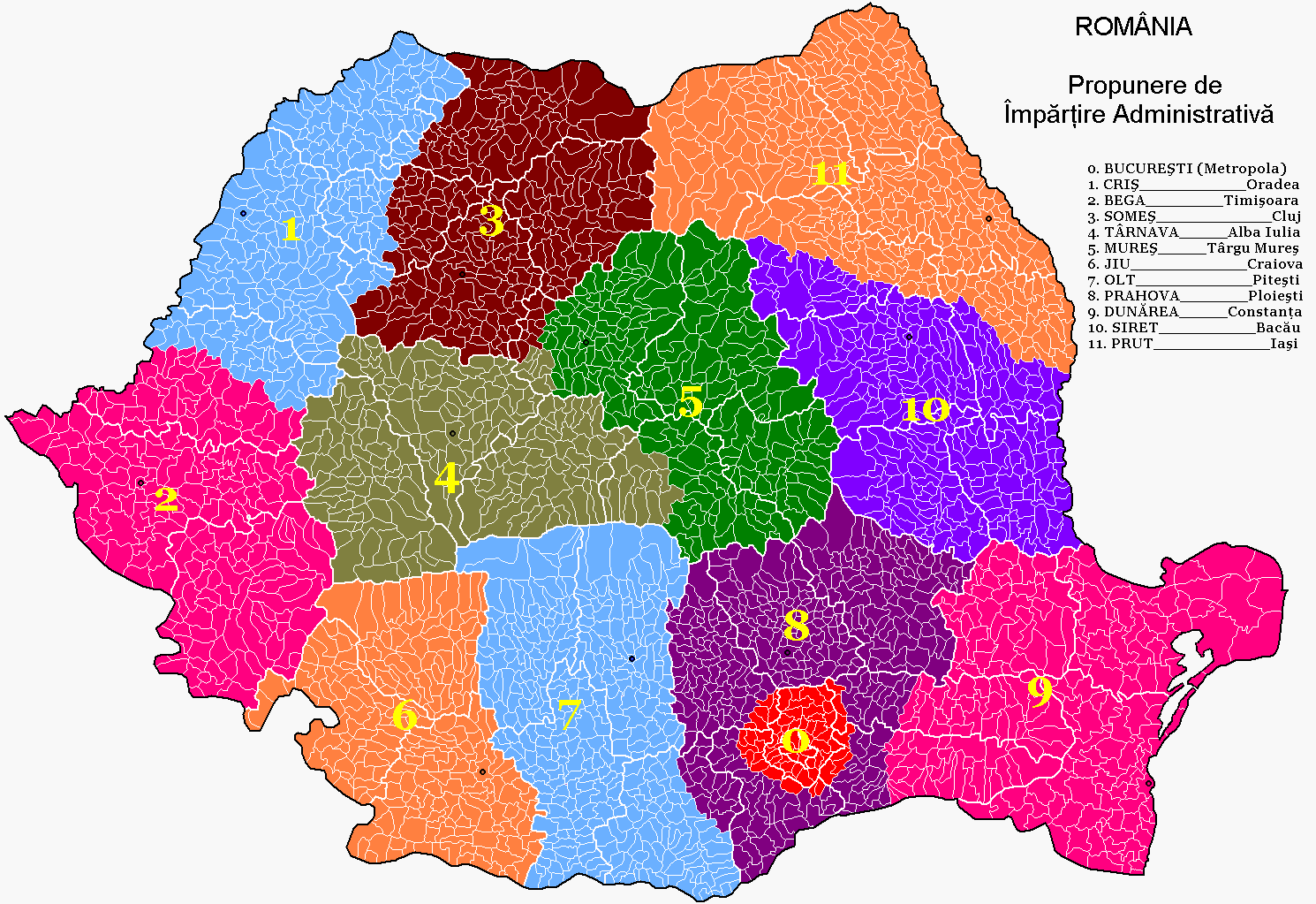

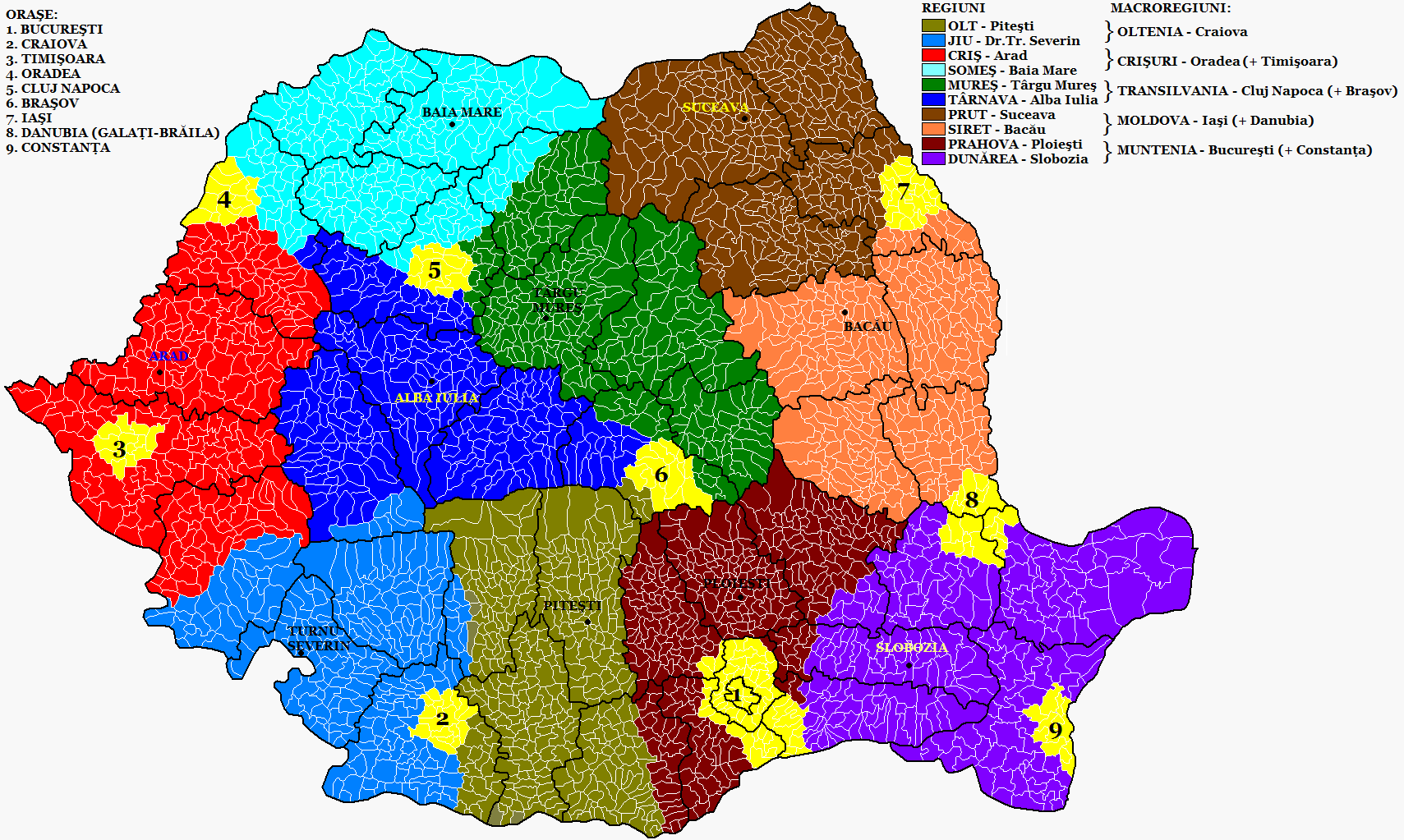

Згідно з конституцією Румунії, адміністративно вона поділена:
- на 41 повіт та один окремий національний муніципалітет Бухарест;
- 211 міст, 103 муніципалітети та 2827 комун[2] (у сільській місцевості).

## Система територіального поділу для статистики (NUTS)
Румунія поділена на 8 регіонів розвитку, що не є безпосередньо адміністративними одиницями, а створені для координації регіонального розвитку.
Регіони поділені на 41 повіт та один окремий муніципій Бухарест. Повіти поділені на 211 міст та 103 муніципалітети 2827 комун (в сільській місцевості).
Виключенням в адміністративній структурі Румунії є столиця Бухарест, що на відміну від інших муніципалітетів, є адміністративною одиницею другого рівня NUTS.
Адміністративний поділ Румунії відповідає стандарту NUTS таким чином:
Рівень NUTS I: 4 макрорегіони (Макрорегіони в Румунії).
Рівень NUTS II: 8 регіонів розвитку (населення кожного — близько 2,8 млн осіб).
Рівень NUTS III: 41 повіт.
Рівень LAU I: не використовується.
Рівень LAU II: 256 міст та 2 686 комун.